# Flemingia kweichowensis
Flemingia kweichowensis är en ärtväxtart som beskrevs av Yu e Tsung Wei och Shu Kang Lee. Flemingia kweichowensis ingår i släktet Flemingia och familjen ärtväxter. Inga underarter finns listade i Catalogue of Life.